# Élections législatives panaméennes de 2014
Les élections législatives panaméennes de 2014 se déroulent le dimanche 4 mai 2014 pour élire les 71 députés de l'Assemblée nationale du Panama. Elles se déroulent dans le cadre des élections générales panaméennes de 2014, en même temps que l'élection présidentielle, les élections au parlement centraméricain et les élections municipales.

## Mode de scrutin
Le Panama est doté d'un parlement monocaméral, l'Assemblée nationale, composé de 71 sièges pourvus tous les cinq ans selon un mode de scrutin parallèle.
Sont ainsi à pourvoir 26 sièges au scrutin uninominal majoritaire à un tour dans autant de circonscriptions électorales, auxquels se rajoutent 45 sièges pourvus au scrutin proportionnel plurinominal avec listes ouvertes et vote préférentiel répartis dans les districts du pays en fonction de leurs populations. Après dépouillement, les sièges sont répartis au quotient électoral simple puis à la moitié de ce dernier. Enfin les sièges restants le sont à la méthode du plus fort reste, qui avantage les petits partis.

## Résultats

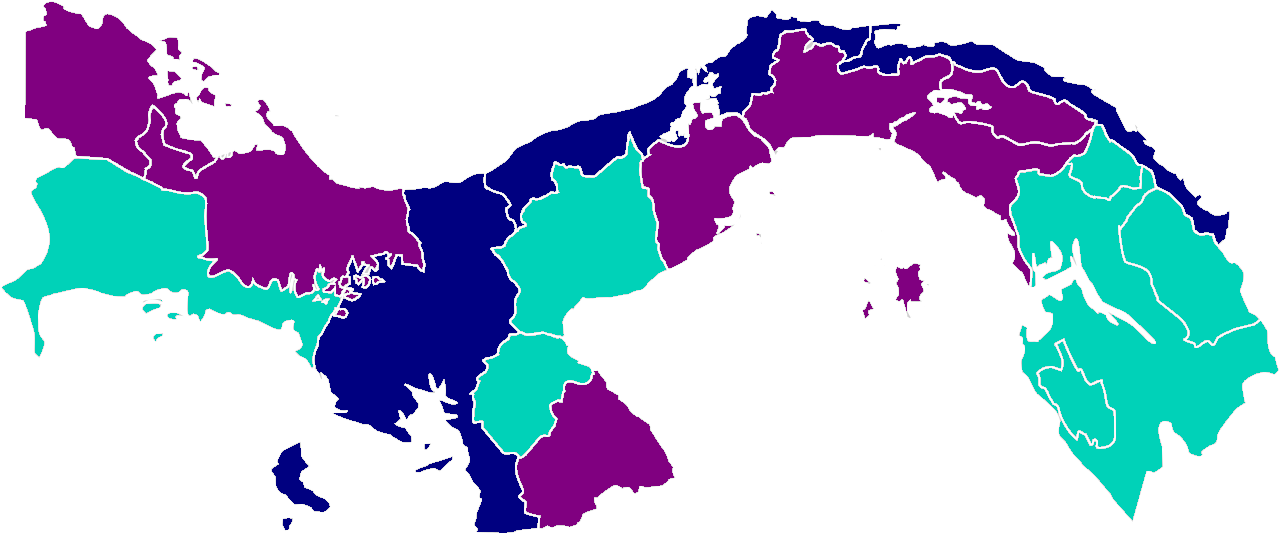
Résultats par district

| Parti                     | Parti                                      | Voix      | %     | +/-   | Sièges | +/-           |
| ------------------------- | ------------------------------------------ | --------- | ----- | ----- | ------ | ------------- |
|                           | Changement démocratique                    | 573 603   | 33,72 | 10,30 | 30     | 16            |
|                           | Parti révolutionnaire démocratique         | 535 747   | 31,49 | 4,24  | 25     | 1             |
|                           | Parti panamiste                            | 343 880   | 20,22 | 2,00  | 12     | 10            |
|                           | Mouvement libéral républicain nationaliste | 121 815   | 7,16  | 2,48  | 2      | en stagnation |
|                           | Parti populaire                            | 56 629    | 3,33  | 0,37  | 1      | en stagnation |
|                           | Front large pour la démocratie             | 17 224    | 1,01  | Nv    | 0      | en stagnation |
|                           | Indépendants                               | 52 184    | 3,07  | 0,69  | 1      | 1             |
|                           |                                            |           |       |       |        |               |
| Suffrages exprimés        | Suffrages exprimés                         | 1 701 082 | 92,06 |       |        |               |
| Votes blancs et invalides | Votes blancs et invalides                  | 146 718   | 7,94  |       |        |               |
| Total                     | Total                                      | 1 847 800 | 100   | -     | 71     | en stagnation |
| Abstentions               | Abstentions                                | 609 601   | 24,81 |       |        |               |
| Inscrits / participation  | Inscrits / participation                   | 2 457 401 | 75,19 |       |        |               |